# 戈弗雷多堡
戈弗雷多堡（義大利語：Castel Goffredo）是意大利曼托瓦省的一个市镇。总面积42平方公里，人口11885人，人口密度283.0人/平方公里（2009年）。国家统计（ISTAT）代码为020015。

## 友好城市
- 斯洛維尼亞皮兰 1993年